# Lithobius polyodontus
Lithobius polyodontus är en mångfotingart som beskrevs av Carl Graf Attems 1951. Lithobius polyodontus ingår i släktet Lithobius och familjen stenkrypare.
Artens utbredningsområde är Iran. Inga underarter finns listade i Catalogue of Life.